# マルグラーテ
マルグラーテ（伊: Malgrate）は、イタリア共和国ロンバルディア州レッコ県にある、人口約4,300人の基礎自治体（コムーネ）。

## 地理

### 位置・広がり
レッコ県の県都レッコ市と、レッコ湖・アッダ川を挟んで隣接しているコムーネ。レッコから西南西へ2km、州都ミラノから北北東へ45kmの距離にある。

#### 隣接コムーネ
隣接するコムーネは以下の通り。
- ガルビアーテ
- レッコ
- ヴァルマドレーラ

### 気候分類・地震分類
気候分類では、zona E, 2398 GGに分類される。
また、イタリアの地震リスク階級 (it) では、zona 3 (sismicità bassa) に分類される。

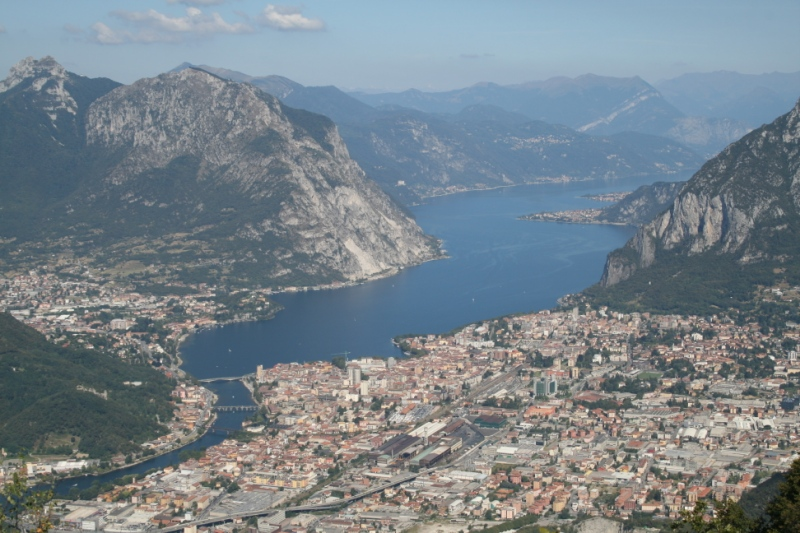
南からのレッコ湖・アッダ川。右手前がレッコ、左にマルグラーテおよびヴァルマドレーラ

## 行政

### 分離集落
マルグラーテには、以下の分離集落（フラツィオーネ）がある。
- Porto, Gaggio, Fabusa, Lago

### 山岳部共同体
レッコ県とベルガモ県にまたがる広域自治体「ラーリオ・オリエターレ＝ヴァッレ・サン・マルティノ山岳部共同体」  (it:Comunità montana Lario Orientale - Valle San Martino)  （事務所所在地: ガルビアーテ）を構成する自治体のひとつである。

## 交通
レッコとの間は、アッダ川に架かった2本の道路橋で結ばれている。上流側が20世紀に架けられ同名のアメリカ大統領を記念したジョン・フィッツフェラルド・ケネディ橋 (it:Ponte John Fitzgerald Kennedy) 、下流側が14世紀に架けられたアッツォーネ・ヴィスコンティ橋 (it:Ponte Azzone Visconti) である。

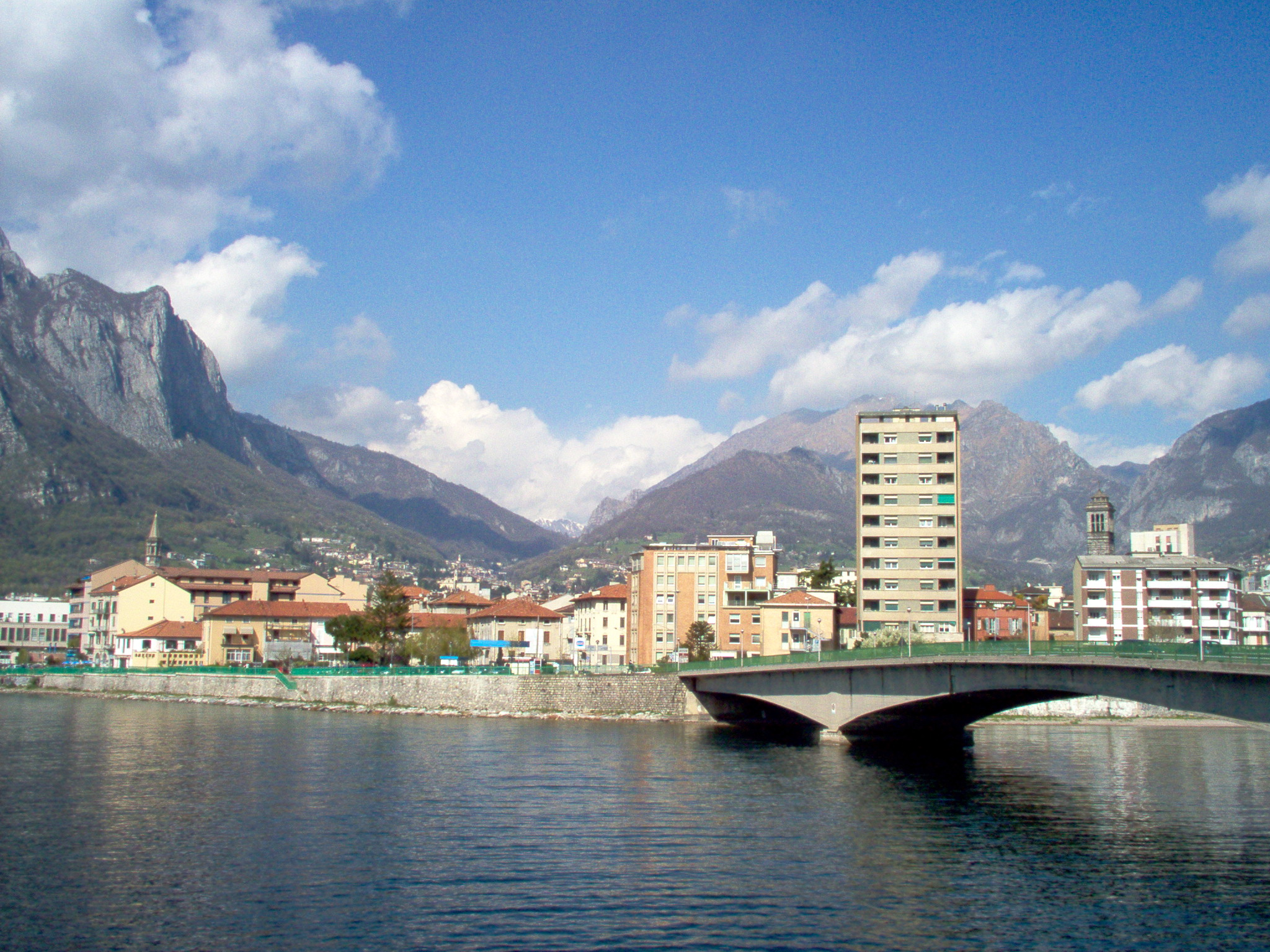
ジョン・フィッツフェラルド・ケネディ橋
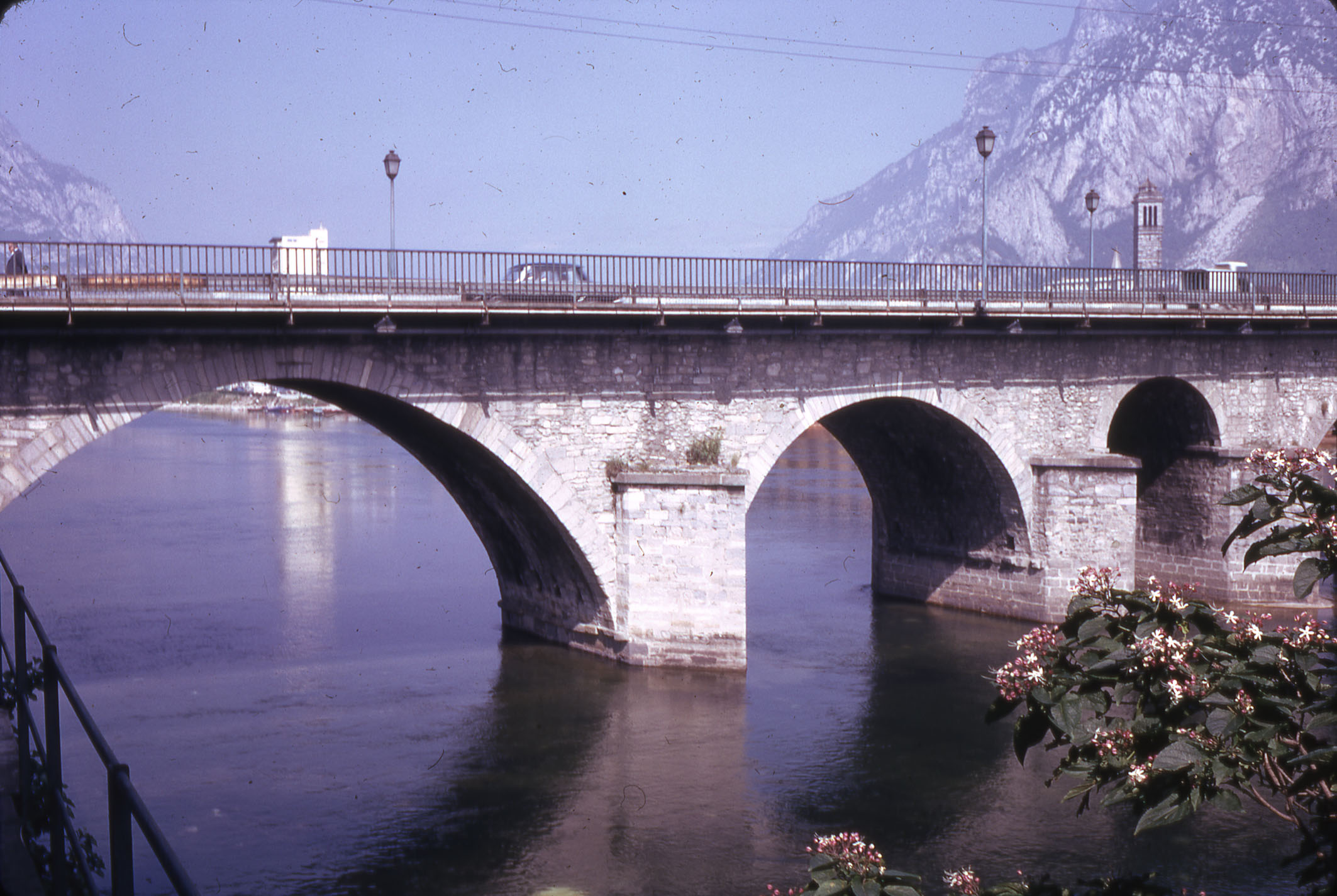
アッツォーネ・ヴィスコンティ橋

## 姉妹都市
- ラヴァローネ、イタリア